# Koati
Pour plus de détails, voir Fiche technique et Distribution.
Koati est un film d'animation co-produit par les États-Unis et le Mexique, réalisé par Rodrigo Perez-Castro, sorti en 2021.

## Synopsis
Nachi est un jeune coati orphelin et solitaire vivant au cœur de la forêt tropical dans le pays de Xo. Alors qu'une catastrophe naturelle approche, Zaina, un serpent déloyal, tente de tourner à son avantage la confusion qui règne dans le pays et de s'emparer du pouvoir. Mais le vieux sorcier Cocopa voit en Nachi un espoir pour rétablir l'équilibre. Le jeune coati part donc dans une quête dangereuse et mystérieuse, accompagné par Pako, une grenouille de verre hyperactive, et par Xochi, un papillon monarque intrépide.

## Fiche technique
Sauf indication contraire, les informations mentionnées dans cette section peuvent être confirmées par la base de données cinématographiques IMDb,  présente dans la section « Liens externes ».
- Titre original : Koati
- Réalisation : Rodrigo Perez-Castro
- Scénario : Ligiah Villalobos et Alan Resnick d'après une histoire de Rodrigo Perez-Castro
- Musique : Julio Reyes Copello et Marc Anthony
- Décors : Simon Vladimir Varela
- Costumes :
- Photographie :
- Montage : Javier Escobar
- Animation : Colin Baker et Romy Garcia
- Production : Peter Denomme et Anabella Sosa-Dovarganes
  - Producteur délégué : Marc Anthony, Luis Balaguer, Jesus de Lara, Rafael Dovarganes, Melissa Escobar, Ralph Kamp, Jose Nacif, Felipe Pimiento, Wally Rodriguez, Francisco Schlotterbeck, Sofía Vergara et Christopher Zimmer
  - Producteur superviseur : Elda Bravo
  - Producteur exécutif : Patricia Sanchez
- Sociétés de production : Upstairs Animation, Los Hijos de Jack, Latin WE Productions et Magnus Studio
- Société de distribution : Timeless Films
- Pays de production :  Mexique et  États-Unis
- Langue originale : anglais et espagnol
- Format : couleur — 2,35:1
- Genre : Animation
- Durée : 92 minutes
- Dates de sortie :
  - États-Unis : 15 octobre 2021
  - France : 21 septembre 2022

## Distribution

### Voix originales
Sauf indication contraire, les informations mentionnées dans cette section peuvent être confirmées par la base de données cinématographiques IMDb,  présente dans la section « Liens externes ».
- Sebastián Villalobos (es) : Nachi, le Coati
- Eduardo Franco : Pako, la grenouille
- Adriana Barraza : Amaya, l'oiseau
- Sofía Vergara : Zaina, le serpent
- Evaluna Montaner : Xochi, le papillon
- Joe Manganiello : Balam, le jaguar
- De la Ghetto (en) : Jithu, l'anaconda
- Karol G : Chima, le porc-épic

### Voix françaises
- Maxym Anciaux : Nachi
- Sébastien Hébrant : Pako
- Mélissa Windal : Zaina
- Martin Spinhayer : Balam
- Karim Barras : Cali
- Jean-Michel Vovk : Jithu

version française sous la direction artistique de Karim Barras

## Accueil

### Critique
(mai 2023).
En France, le film d'animation obtient une moyenne de 2,7/5 sur le site Allociné, basée sur 7 critiques de presse.
Pour Le Parisien : « Film d’animation mexicain, Koati aborde les thèmes de la solidarité, de la tolérance et de la communauté dans une parabole sur le réchauffement climatique. Ces sujets sont servis par une intrigue pleine de rebondissements, portée par un héros très attachant et un vrai personnage de méchant, ainsi que par des dessins luxuriants et magnifiques. » .
Pour L'Obs, « la mise en scène est un peu sage, le dessin est à l’image du récit : alerte, cocasse, hypercoloré et d’une belle ampleur. Quant aux valeurs politiques et écologiques, elles sont affirmées sans mièvrerie. ».
Pour Le Journal du dimanche, le film est une « quête initiatique aux couleurs chatoyantes et pétrie de bons sentiments, pour les enfants dès 6 ans. ». « Certes, il y a quelques belles idées (les décors splendides, les effets magiques), mais le film n’est pas assez fort pour faire oublier ses « inspirations » et son ton parfois franchement misogyne. » (Première).

### Box-office
Pour son premier jour d'exploitation en France, Koati réalise 9 295 entrées, dont 2 974 en avant-première, pour 403 copies. Le dessin animé se positionne cinquième du box-office des nouveautés, derrière Don't Worry Darling (19 818) et devant le documentaire Moonage Daydream (6 334).